# وینترباخ (باد کرویتسناخ)
وینترباخ (به آلمانی: Winterbach) یک شهر در آلمان است که در باد کرویتسناخ واقع شده‌است.